# Prêmio Extra de Televisão de melhor revelação
O Prêmio Extra de melhor revelação foi um dos prêmios oferecidos durante a realização do Prêmio Extra de Televisão, destinado à melhor revelação da televisão brasileira.

## Premiados
| Ano  | Vencedor | Telenovela |
| ---- | --- | --- |
| 1998 | Ana Paula Arósio | Hilda Furacão |
| 1999 | Luiz Carlos Tourinho                                                                                                   | Suave Veneno |
| 2000 | Reynaldo Gianecchini                                                                                                   | Laços de Família |
| 2001 | Tadeu Mello | Porto dos Milagres |
| 2002 | Nuno Lopes | Esperança |
| 2003 | Dan Stulbach | Mulheres Apaixonadas                                                                                                   |
| 2004 | Vanessa Giácomo | Cabocla |
| 2005 | Cléo Pires | América |
| 2006 | Fernanda Vasconcellos                                                                                                  | Páginas da Vida |
| 2007 | A categoria foi nomeada com base no gênero dos concorrentes, dividindo-se em Revelação Feminina e Revelação Masculina. | A categoria foi nomeada com base no gênero dos concorrentes, dividindo-se em Revelação Feminina e Revelação Masculina. |
| 2008 | A categoria foi nomeada com base no gênero dos concorrentes, dividindo-se em Revelação Feminina e Revelação Masculina. | A categoria foi nomeada com base no gênero dos concorrentes, dividindo-se em Revelação Feminina e Revelação Masculina. |
| 2009 | Marco Pigossi | Caras & Bocas |
| 2010 | Klara Castanho | Viver a Vida |
| 2011 | A categoria não foi apresentada.                                                                                       | A categoria não foi apresentada.                                                                                       |
| 2012 | Cacau Protásio | Avenida Brasil |
| 2013 | A categoria foi nomeada com base no gênero dos concorrentes, dividindo-se em Revelação Feminina e Revelação Masculina. | A categoria foi nomeada com base no gênero dos concorrentes, dividindo-se em Revelação Feminina e Revelação Masculina. |
| 2014 | Viviane Araújo | Império |
| 2015 | A categoria foi nomeada com base no gênero dos concorrentes, dividindo-se em Revelação Feminina e Revelação Masculina. | A categoria foi nomeada com base no gênero dos concorrentes, dividindo-se em Revelação Feminina e Revelação Masculina. |
| 2016 | A categoria foi nomeada com base no gênero dos concorrentes, dividindo-se em Revelação Feminina e Revelação Masculina. | A categoria foi nomeada com base no gênero dos concorrentes, dividindo-se em Revelação Feminina e Revelação Masculina. |
| 2017 | A categoria foi nomeada com base no gênero dos concorrentes, dividindo-se em Revelação Feminina e Revelação Masculina. | A categoria foi nomeada com base no gênero dos concorrentes, dividindo-se em Revelação Feminina e Revelação Masculina. |
| 2018 | Kéfera Buchmann | Espelho da Vida |